# Espermatòfor
L'espermatòfor és una càpsula o massa creada pels espècimens mascles de diversos invertebrats, que contenen espermatozoides, sent integralment introduïda a l'òrgan sexual femení durant la còpula.
Pot contenir nutrients per a la femella, en aquest cas es denomina regal nupcial, encara que investigacions recents han indicat que el valor d'aquests nutrients és molt baix.
Alguns vertebrats també es reprodueixen a través d'espermatòfors. Els mascles de moltes espècies de salamandres i llangardaixos creen espermatòfors, els quals les femelles poden triar prendre'ls o no, depenent de l'èxit del seguici previ.